# キャデラック・CT4
CT4は、GMが製造し、キャデラックブランドで販売しているセダンである。

## 概要
キャデラック・ATSの後継車種として、2019年5月に高性能モデル「CT4-V」、同年9月に標準モデルが米国で発表された。

組み立てはミシガン州ランシングのランシンググランドリバー工場、中国のSAIC-GM金橋工場で行われる。

モデルバリエーションは「ラグジュアリー」、「プレムアムラグジュアリー」、「スポーツ」、そして高性能版の「CT4-V（Vシリーズ）」の4タイプがラインナップされる。

エンジンは2.0L ターボチャージャー付き直列4気筒で、最高出力237馬力（177kW、240PS）、最大トルク258lb・ft（350N⋅m）を発揮する。プレミアムラグジュアリーの、2.7L ターボチャージャー付き直列4気筒で、最高出力310馬力（231kW、314PS）、最大トルク350lb・ft（475N⋅m）を発揮する。

2023年、GMチャイナはCT4のエンジンに、最高出力208馬力（155kW; 211PS）、最大トルク199lb・ft（270N⋅m; 28kg⋅m）を発揮する1.5L ターボチャージャー付き直列4気筒を追加した。
2024年、CT4は中国市場での販売を中止した。

## CT4-V

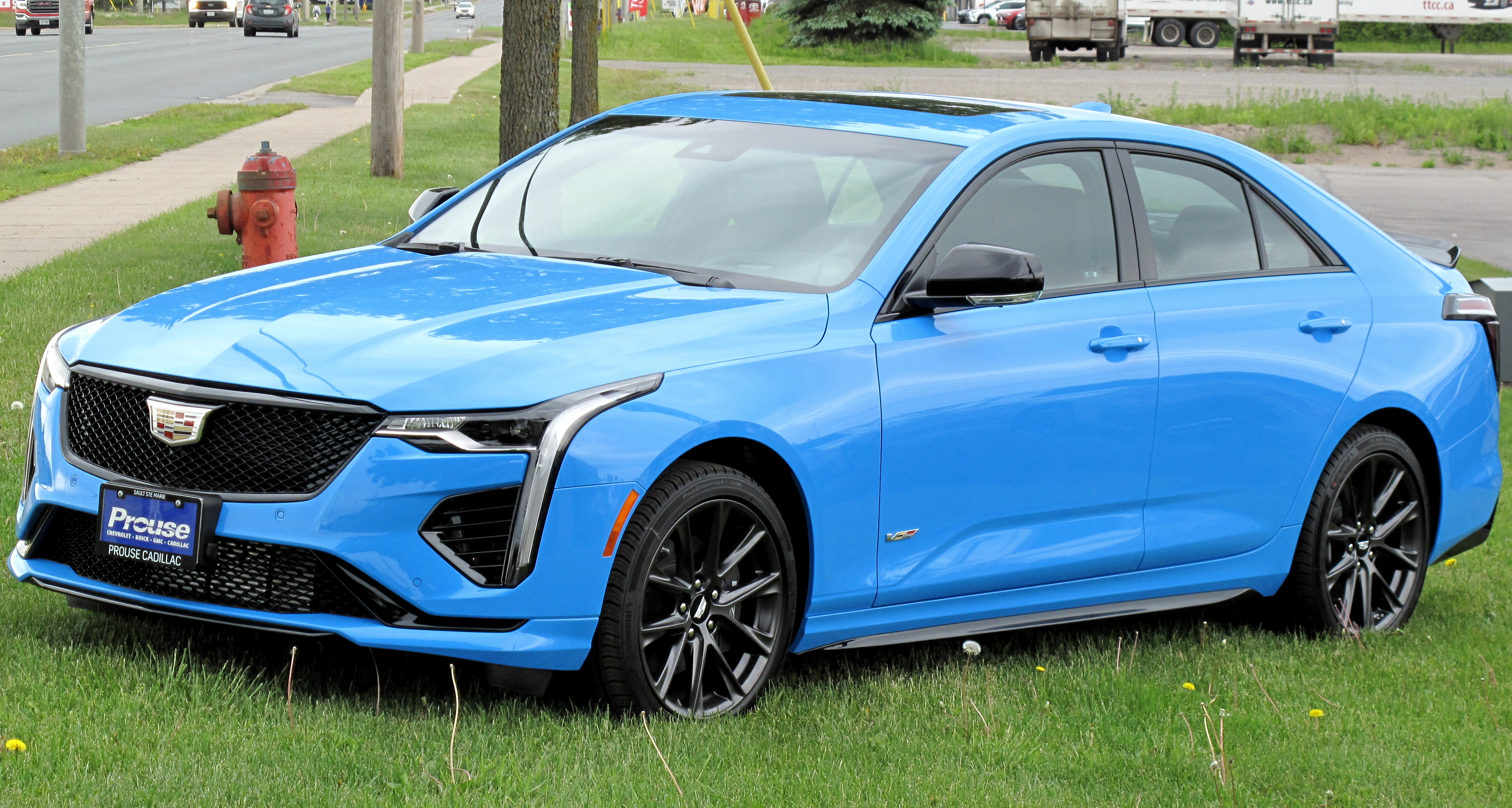
CT4-V（フロント）
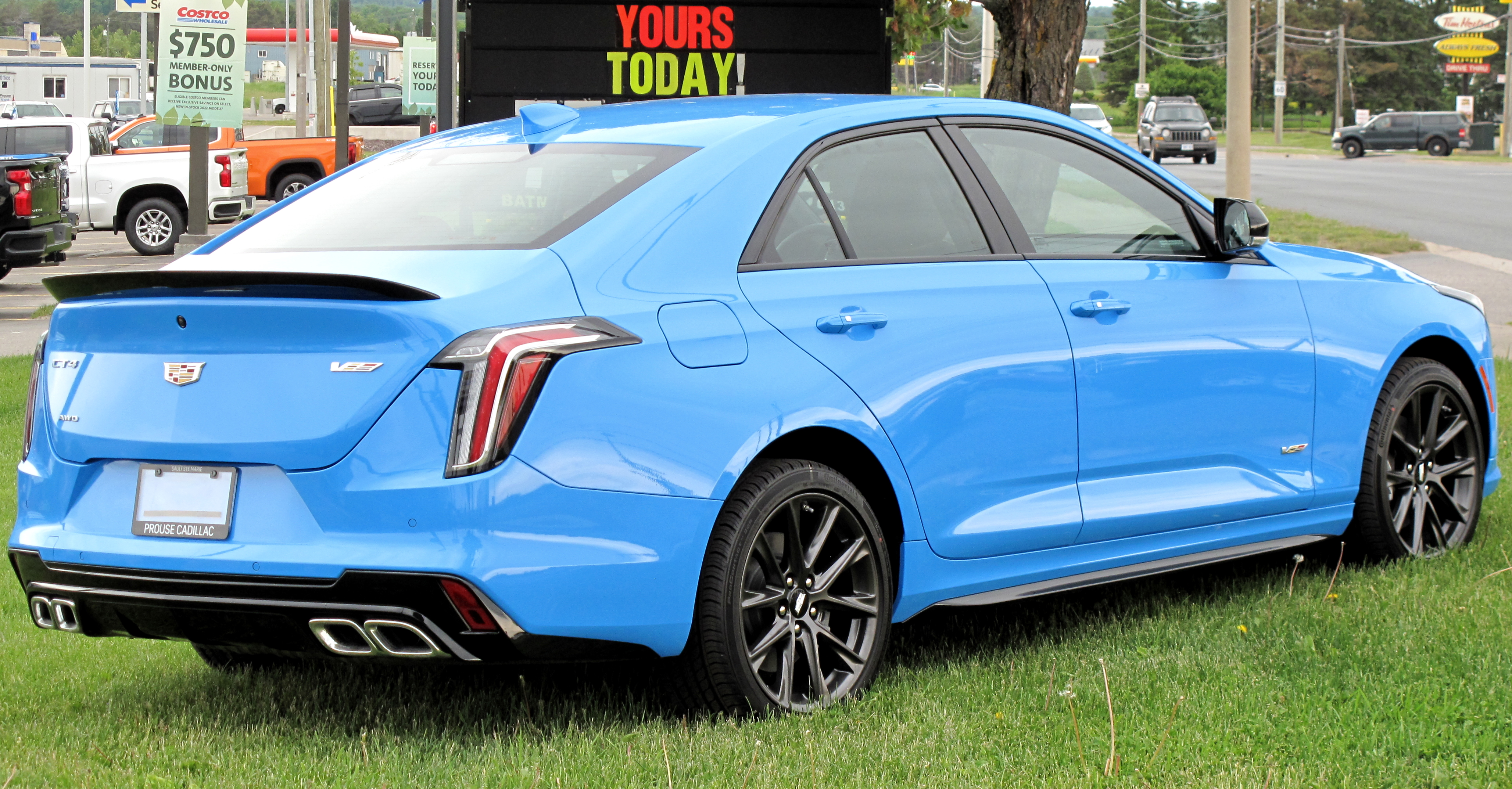
CT4-V（リア）

キャデラックは2019年5月30日にCT5-Vとともに、高性能モデルとなるCT4-Vを発表した。エンジンは最高出力325hp（242kW; 330PS）、最大トルク380lb⋅ft（515N⋅m; 53kg⋅m）を発揮する2.7L ターボチャージャー付き直列4気筒を搭載している。

## CT4-V ブラックウィング

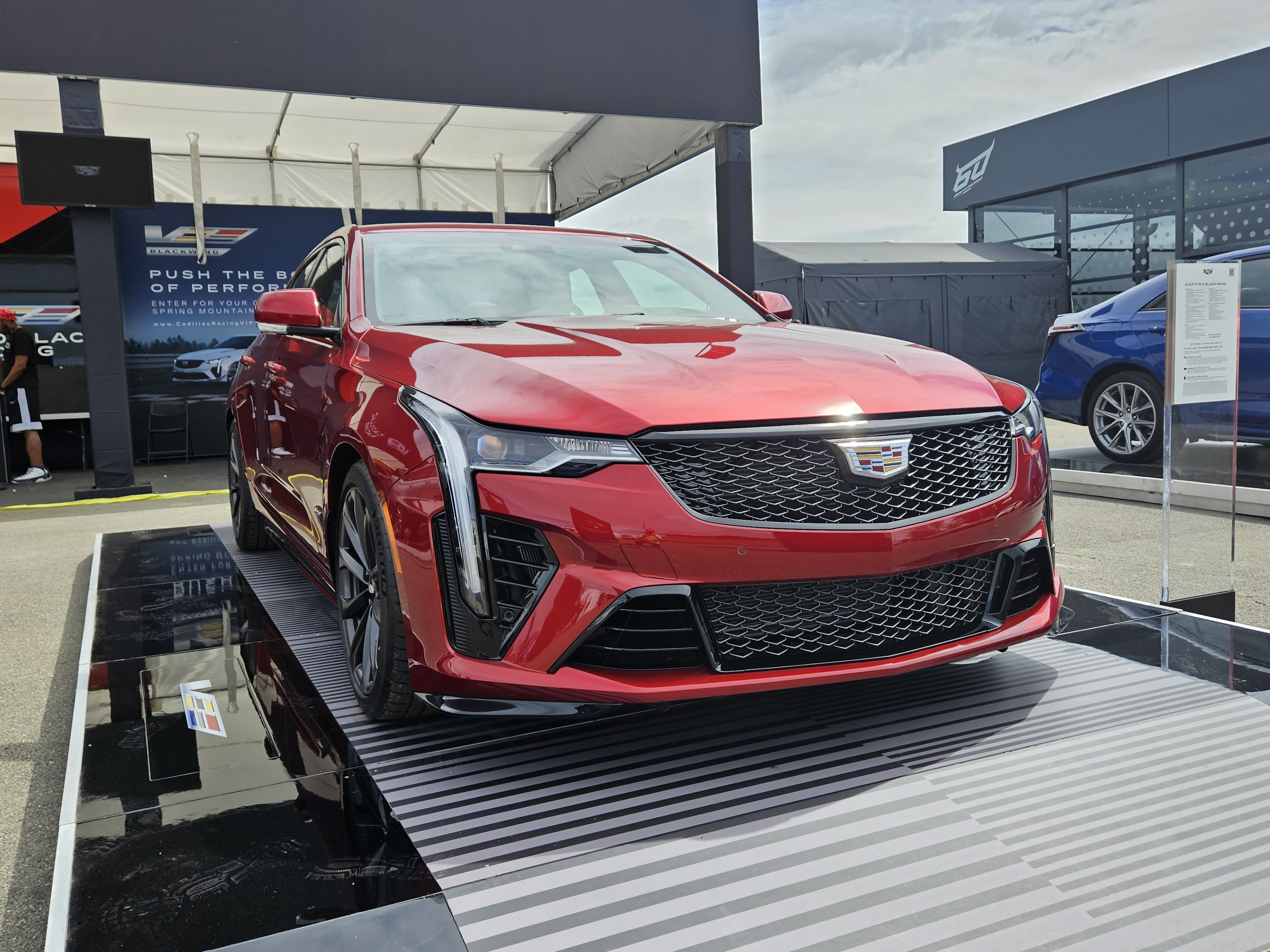
CT4-V ブラックウィング（フロント）
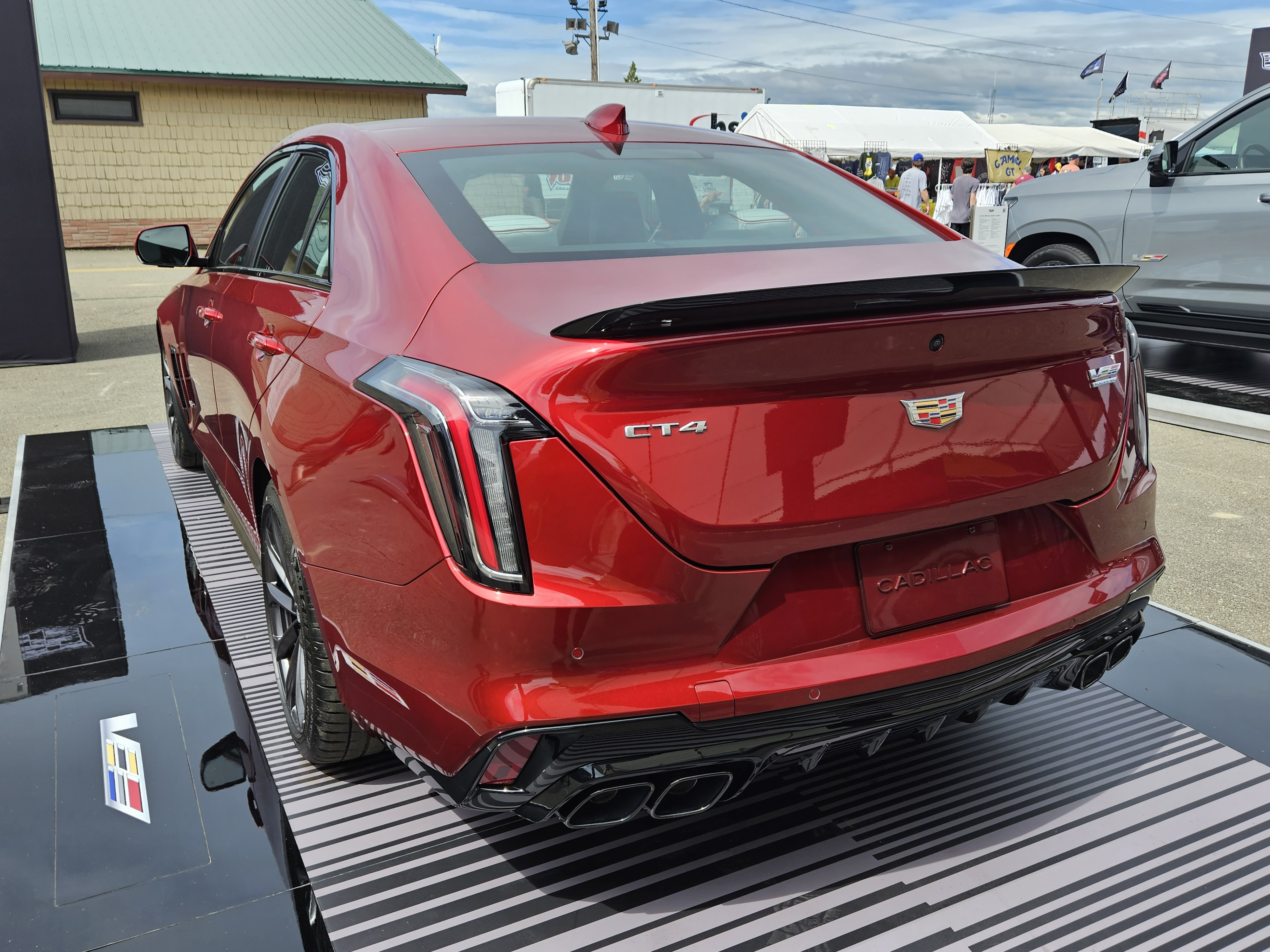
CT4-V ブラックウィング（リア）

CT4-V ブラックウィングは、ATS-Vの後継として登場したCT4-Vの高性能モデルである。3.6LのツインターボV6エンジンを搭載し、最高出力472hp（352kW; 479PS）、最大トルク445lb⋅ft（603N・m; 62kg⋅m）を発揮する。6速TremecMTが標準装備されており、オプションで10速ATも選ぶことができる。

0-60mph（0-97km/h）はATが3.9秒、MTが4.2秒、最高速度は304km/h（189mph）と発表されている。
CT4-V ブラックウィングは2021年初頭に限定予約注文で発売された。キャデラックはCT4-V ブラックウィングとCT5-V ブラックウィングが最後のガソリン駆動Vモデルになると発表した。

## 車名
「CT4」は、「Cadillac Touring 4」の略である。